# رياضة البياتلون

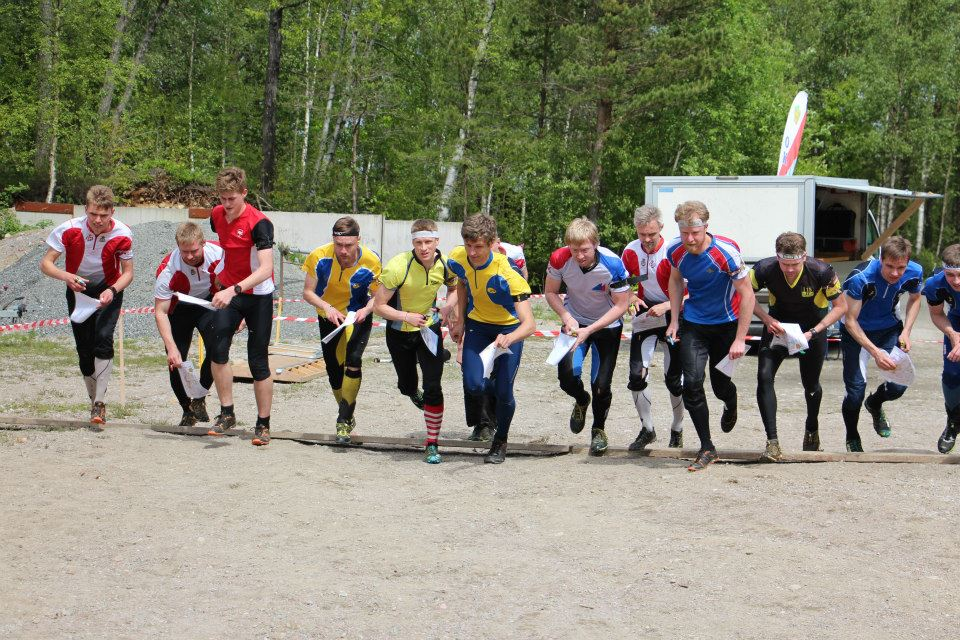
من بداية جماعية في الرماية بالتوجيه.

البياتلون للتوجيه  أو الرماية بالتوجه هو متعدد الرياضات تتكون من الرماية والتوجيه. يتم تنظيم هذه الرياضة دوليًا من قبل الاتحاد الدولي للتوجيه البياثلون (IBOF)، وتمارس بشكل أساسي في بلدان الشمال الأوروبي بالإضافة إلى عدد قليل من الدول الأوروبية الأخرى.  أقامة تنظيم المسابقات في الدنمارك من قبل الاتحاد الدنماركي للرياضات العسكرية (DMSA)، وفي السويد من قبل الاتحاد السويدي متعدد الرياضات المدنية  وفي فنلندا من قبل الاتحاد الفنلندي لرياضات الاحتياط (FRSF).

## اسم
يوجد لغات أخرى، تُعرف الرياضة بأسماء مثل: النرويجية: orienteringsskyting،   السويدية: orienteringsskytte، الدنماركية: biathlon orientering   والفنلندية: ampumasuunnistus .

## قواعد المنافسة

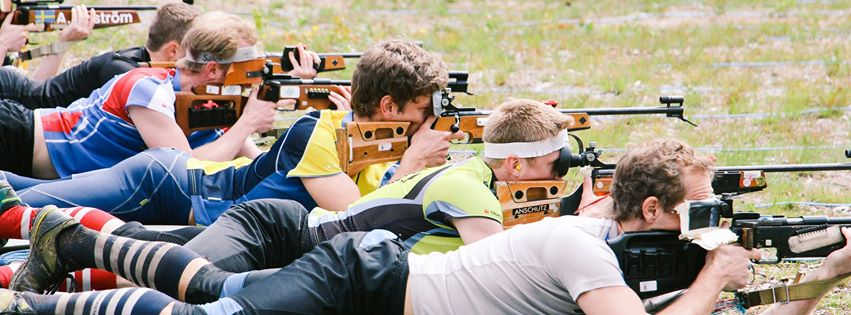
إطلاق النار أثناء المنافسة.

تتكون مسابقة التوجيه من جزء الرماية بالإضافة إلى جزء التوجيه. يمكن أن يكون تنسيق التوجيه إما حر (كلاسيكي) أو نقطة توجيه.

### التوجيهالحر / الكلاسيكي
في التوجيه الحر، يجب على المشارك اتباع طريق معين. قد تختلف المسافة، ولكن يجب اتباع الإرشادات الصادرة عن الاتحاد الدولي للتوجيه البياثلون (IBOF) وفقًا للمدة التي قدّرها المنظم أن المسابقة ستستغرق. وقت الجري المقدر محايد جنسانيًا، مما يعني أنه يجب على الرجال عادةً الجري لمسافات أطول.

### اطلاق الرصاص
عادة ما يتم إطلاق النار باستخدام بنادق البياثلون في غرفة .22 LR على مسافة 50 مترًا نحو أهداف فولاذية محددة ذاتيًا. يؤدي الإخفاق إلى ركلة جزاء أو وقت إضافي لركلة الجزاء. تتوافق الأحجام المستهدفة مع الأحجام المستخدمة في البياتلون، مما يعني أن قطرها 45 مم للعرض و 115 مم للتصوير أثناء الوقوف، وهو ما يعادل أحجام زاوية 0.9 مراد و 2.3 مراد على التوالي. عادة ما يتم وضع السلاح الناري على خط النار أثناء جزء التوجيه.

### نقطة التوجيه
عادة ما تكون نقطة التوجيه 3 كم، والخريطة توفر أول نقطة تفتيش فقط. عند كل نقطة تفتيش، يوضع قالب فوق الخريطة لتحديد نقطة التفتيش التالية باستخدام إبرة. عادة ما يكون هناك حوالي عشرة نقاط تفتيش، خمسة منها على طول ممر وخمسة خارج المسار. يتم فحص خرائط كل متسابق بعد الانتهاء، ومقابل كل ملليمتر يضيع، يتلقى اللاعب غرامة زمنية مدتها دقيقة واحدة.

## التخصصات

### المسافة الكلاسيكية
تتكون المسافة الكلاسيكية من أجزاء التوجيه الحر والتوجيه والإطلاق. يبدأ المشاركون بالتوجيه النقطي، ثم ينتقلون إلى التوجيه الحر. عندما ينتهي المشارك من التوجيه، ينتقل المشارك إلى خط إطلاق النار ويطلق عشر طلقات في وضع عرضي، تليها جولة من الجري، قبل أن ينهي تشغيله بإطلاق النار من وضع الوقوف. عندما ينتهي التصوير، تتوقف الساعة. يجب أن تتوافق مسافة التوجيه الحر بين 45-60 دقيقة للفائز، ولكل تسديدة ضائعة تتم إضافة وقت جزاء قدره دقيقتان. الفائز هو صاحب أقصر وقت إجمالي.

### مسافة الجري
يحتوي تنسيق العدو السريع على فترات بدء، ويقوم جميع المتنافسين بإجراء جولة واحدة قبل الاستلقاء في أول إطلاق. تؤدي أي تسديدات ضائعة إلى فترات جزاء يجب إكمالها على الفور. ثم يتبع جولة جديدة من التوجيه، قبل أن ينتهي العدو بخمس طلقات ثابتة (بالإضافة إلى أي لفات جزاء قابلة للتطبيق). يستغرق جزء التوجيه في المجموع حوالي 18 دقيقة لأفضل عداء، بينما يجب أن تتوافق لفة الجزاء الواحدة مع حوالي 45 ثانية.

### مسافة البداية الجماعية
يشتمل تنسيق البداية الجماعية على العديد من أوجه التشابه مع تنسيق العدو، باستثناء أن كل شخص في نفس الفصل يبدأ في نفس الوقت. بالإضافة إلى ذلك، يتم تمديد التوجيه بثلاث إلى أربع جولات من الجري، بالإضافة إلى أربع طلقات إضافية. من المفترض أن يستغرق جزء التوجيه 80 دقيقة لأفضل عداء، بينما يجب أن تتوافق جولات الجزاء مع 60 ثانية.

### تناوب
تتكون فرق التتابع من اثنين أو ثلاثة رياضيين. يقوم كل رياضي بأداء جزء الجري بنفس طريقة العدو، باستثناء أن الدورة أطول ويمكن استخدام ما يصل إلى ثلاث جولات إضافية في جزء الرماية. يجب أن تتوافق حلقة الجزاء مع 90 ثانية لأفضل رياضي.

## أبطال العالم
| سنة  | تأديب              | رجال                  | نحيف                                                 |
| ---- | ------------------ | --------------------- | ---------------------------------------------------- |
| 2017 | المسافة الكلاسيكية | جوهان إيكبلاد         | كارين شتاينباك                                       |
| 2017 | سبرينت             | أنتي إيفاري           | نيلا كيسكينين                                        |
| 2017 | تناوب              | Finland</img> Finland | قالب:بيانات بلد Sverige</img>قالب:بيانات بلد Sverige |

[بحاجة لمصدر]

## أنظر أيضا
- البياتلون الشمال
- إطلاق النار في الشمال مع الجري عبر الضاحية
- موس بياثلون

## روابط خارجية
- موقع الكتروني للرماية بالسيارات السويدية
- أمثلة على خرائط التوجيه البياتلون